# Isabelino Gradín
Isabelino Gradín (Montevideo, 8 juli 1897 – aldaar, 21 december 1944) was een Uruguayaans voetballer. Gradín won met het Uruguayaans voetbalelftal de Copa América 1916 en de 1917. In 1916 werd hij topscorer van het toernooi met drie doelpunten.